# 1995 UC7
1995 UC7 är en asteroid i huvudbältet som upptäcktes den 26 oktober 1995 av de båda japanska astronomerna Takeshi Urata och Yoshisada Shimizu vid Nachi-Katsuura-observatoriet.
Den tillhör asteroidgruppen Vesta.